# Televerkets hus, Jakobsbergsgatan

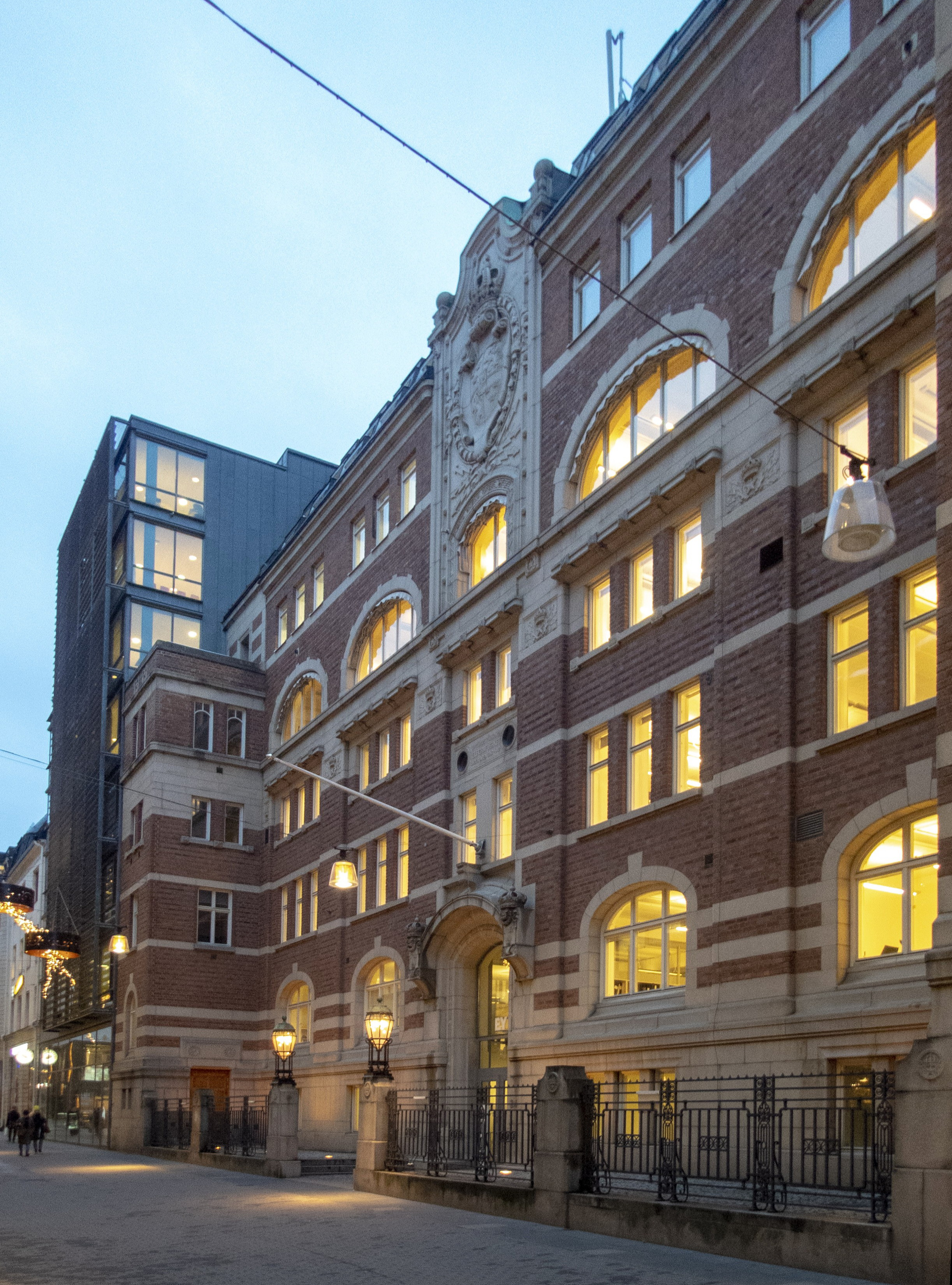
Televerkets hus, fasad mot Jakobsbergsgatan, januari 2019.

Televerkets hus kallas en kulturhistoriskt värdefull kontorsbyggnad i kvarteret Jericho på Norrmalm i Stockholm. Byggnaden, som sträcker sig över hela kvarteret mellan Jakobsbergsgatan 24 i söder och Lästmakargatan 21 i norr, uppfördes 1910–1912 för Kungliga Telegrafverket efter ritningar av arkitekten Aron Johansson. Komplexet byggdes till åt öster 1934–1939 och 1955–1959. Ursprungsbyggnaden från 1912 (idag fastigheten Jericho 34) skyddas sedan 1993 som ett statligt byggnadsminne och är blåmärkt av Stadsmuseet i Stockholm vilket betyder "att bebyggelsen bedöms ha synnerligen höga kulturhistoriska värden". Fastigheten är numera privatägd.

## Historik

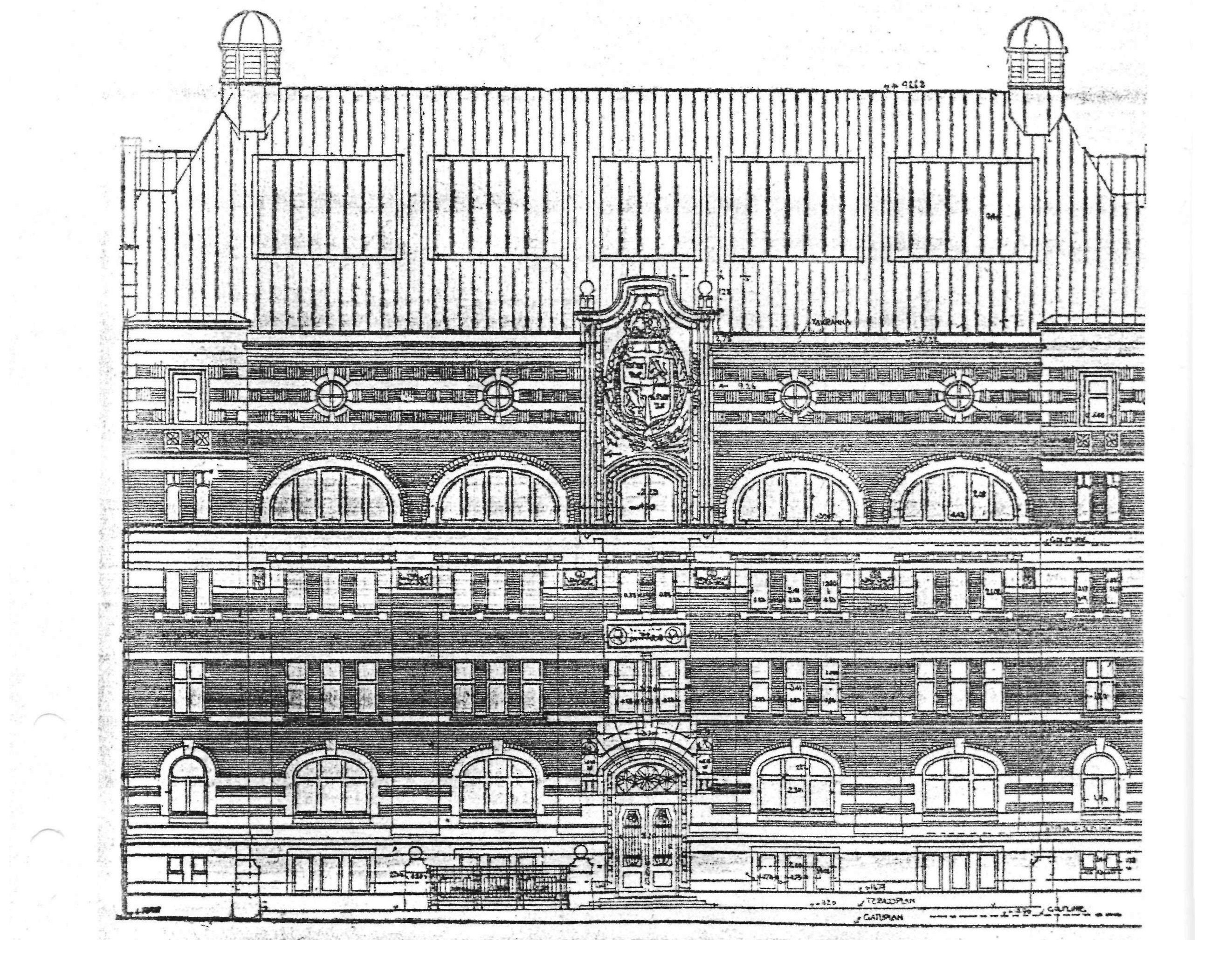
Fasadritningen 1910.

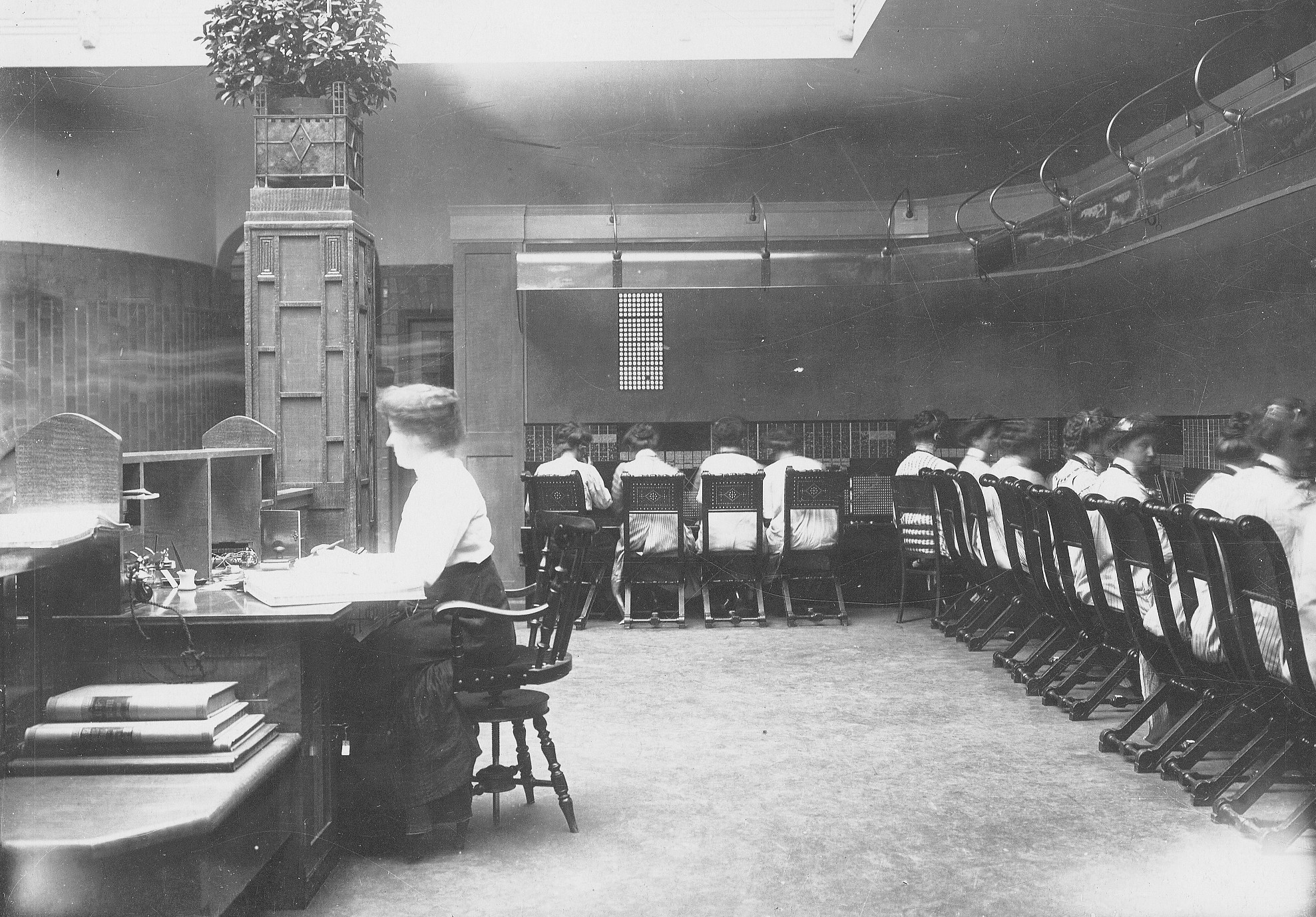
Telefonistsalen på 1910-talet.

År 1908 beviljade 1908 års riksdag anslag till bygget. Staten inköpte den stora tomten i kvarteret Jericho som ägdes av Wennberg & Ramstedt Ångkvarns AB. Samma år började byggarbetena. Ritningarna upprättades av den då välkände arkitekten Aron Johansson som bland annat stod som arkitekt för Riksdagshuset i Stockholm och flera andra statliga byggnader runtom i Sverige. Byggherre var Kungliga Telegrafverket, för konstruktionerna och bygget stod Kreuger & Toll och husets värmeinstallationer konstruerades av ingenjören Hugo Theorell. Produktionskostnaden uppgick till något över en miljon kronor.

### Byggnadsbeskrivning
Aron Johansson gestaltade huset i monumenalt senjugend. Byggnaden uppfördes med fyra–fem våningar ovan jord och tre våningar under jord. Husets bärande stomme består av armerad betong och fasaderna av brunt tegel med omfattande inslag av huggen granit. Teglet levererades från Hyllinge tegelbruk och graniten kom från Kullgrens Enka i Uddevalla. Båda fasaderna har framspringande sidorisaliter, en våning lägre, med rundade hörn. De indragna mittpartierna begränsas från gatan av dekorativt utformade järnstaket med stenstolpar och televerksemblemet inhugget i varje stolpe. 
Huvudfasaden mot Jakobsbergsgatan är rikare utformat än den mot Lästmakargatan. Mot Jakobsbergsgatan finns lyktor på ömse sidor om ingången. Huvudportalen är stickbågig med omfattning av huggen sten och baldakinartad överdel med två små riksvapen inhuggna. Över huvudentrén finns en stentavla med inskriptionen "Uppfört för Kongl: telegrafverket under åren 1910-1912". Där ovanför syns televerksemblemet samt överst en fronton prydd med stora riksvapnet inom lagerkrans, skulpterat i granit.

### Tillbyggnader
Aron Johansson ritade även tillbyggnaden (fastigheten Jericho 35) utmed Jakobsbergsgatan 18–22 och Lästmakargatan 15–17 som restes 1934–1939. Den delen är grönmärkt av Stadsmuseet och bedöms vara "särskilt värdefull från historisk, kulturhistorisk, miljömässig eller konstnärlig synpunkt. Mellan 1955 och 1959 tillkom ytterligare en byggnadsdel mot Lästmakargatan som ritades av arkitekt Hans Åkerblad. Åkerblad stod även för påbyggnad av ursprungsbyggnaden med tre våningar som utfördes under 1950-talets andra hälft.

## Bebyggelsen idag
Jericho 34 och 35 har blivit om- och tillbyggda och ägs inte länge av staten. I delar av huset är fortfarande en aktiv telestation inrymd som går under namnet Stockholm City. Jericho 34 (inklusive bebyggelsen mot Regeringsgatan 52–54) ägs av AMF Fastigheter. AMF förvärvade fastigheten 2013 för 1,6 miljarder kronor. Tidigare ägare var tyska försäkringsbolaget Allianz som i sin tur köpte Jericho 34 från Diligentia år 2004. Jericho 35 (Jakobsbergsgatan 22 / Lästmakargatan 17) ägs av Skandia Fastigheter. 2023 påbörjades en omfattande invändig ombyggnad och modernisering av husen i kvarteret Jericho 34, som ingår i AMF Fastigheters koncept Mood District i samband med att huvudsakliga hyresgästen Ernst & Young flyttade till nya lokaler 2020. Målsättningen är att huset ska vara färdigt för uthyrning till nya hyresgäster våren 2024. De första hyresgästerna flyttade in i slutet av april 2024: innovationshubben Elements Stockholm som är kopplad till Epicenter i gatuplan och på plan 10-11 den franska banken Credit Agricole. Senare under 2024 kommer advokatbyrån Linklaters att flytta in i fastigheten på plan 7. 

### Bilder

Byggnad
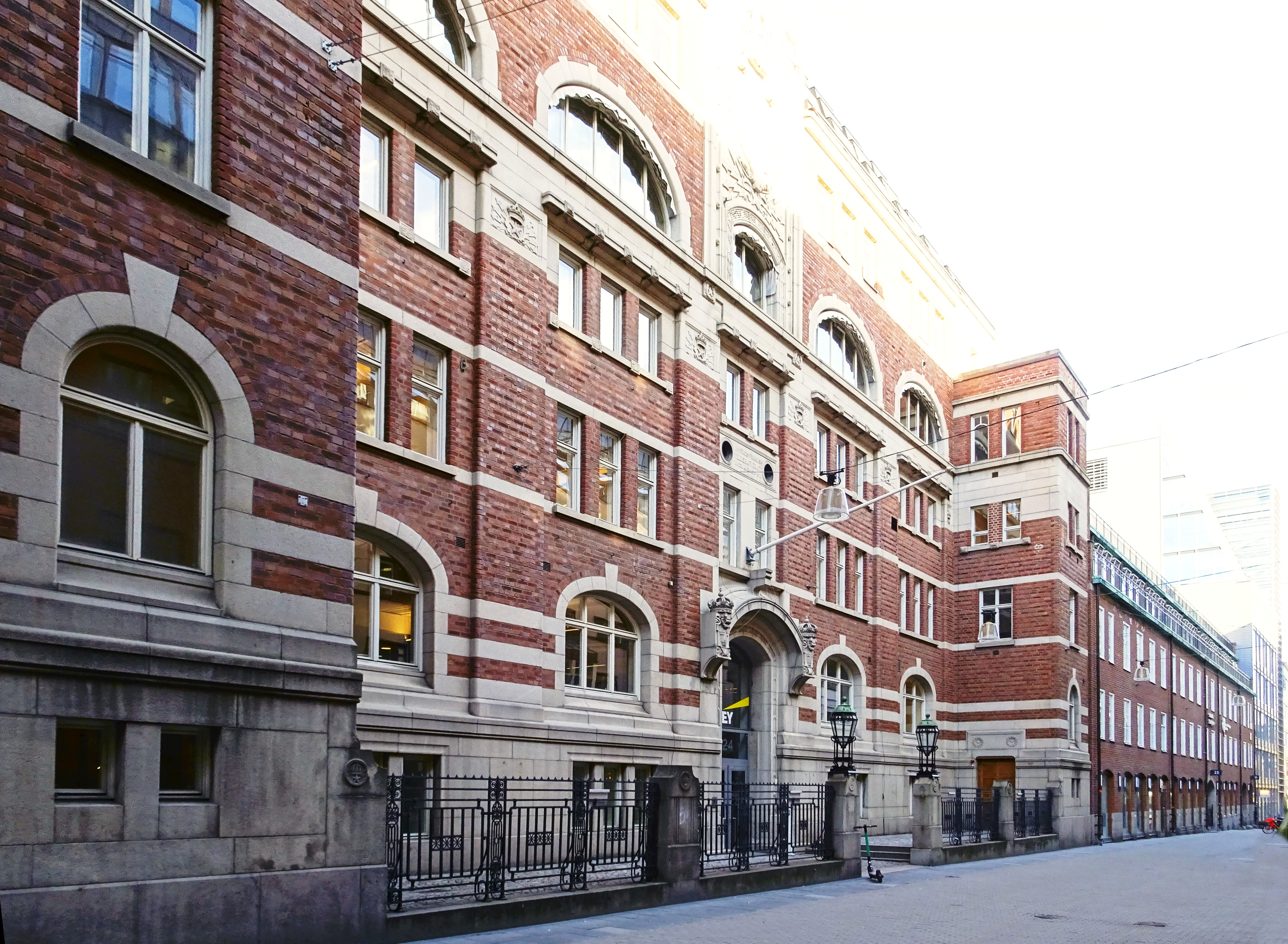
Fasad mot Jakobsbergsgatan.
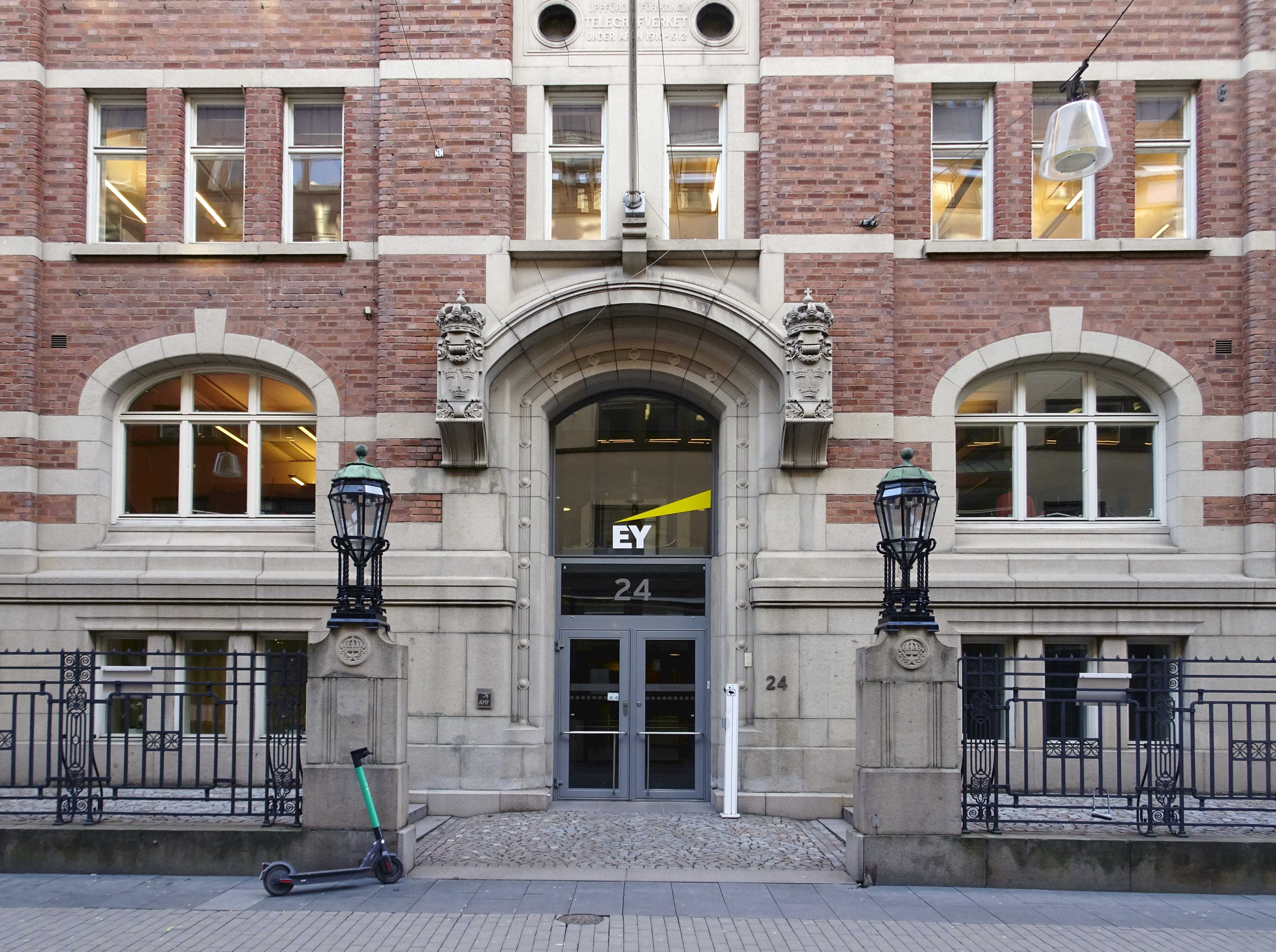
Entré Jakobsbergsgatan 24.
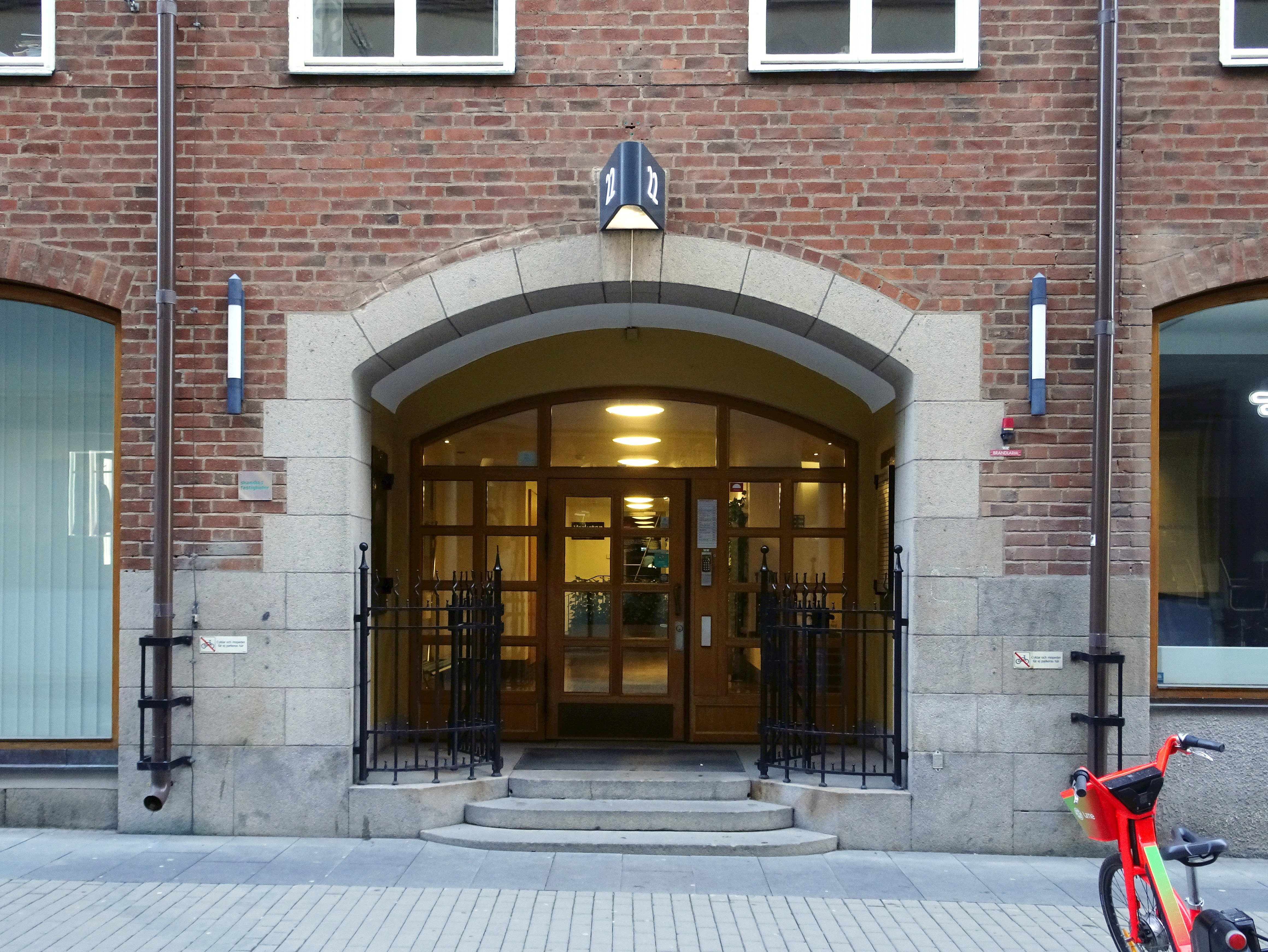
Entré Jakobsbergsgatan 22.
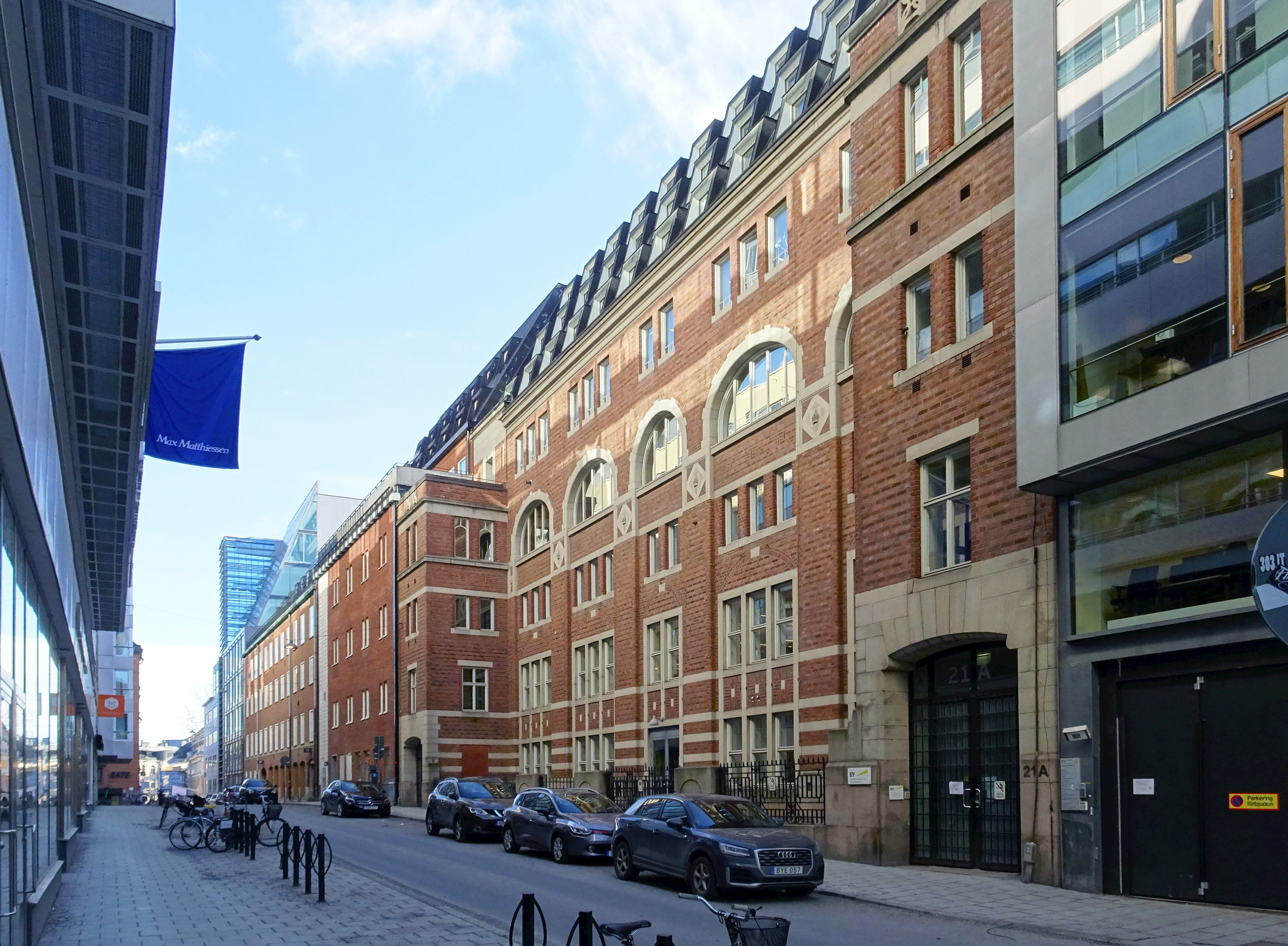
Fasad mot Lästmakargatan.

Detaljer
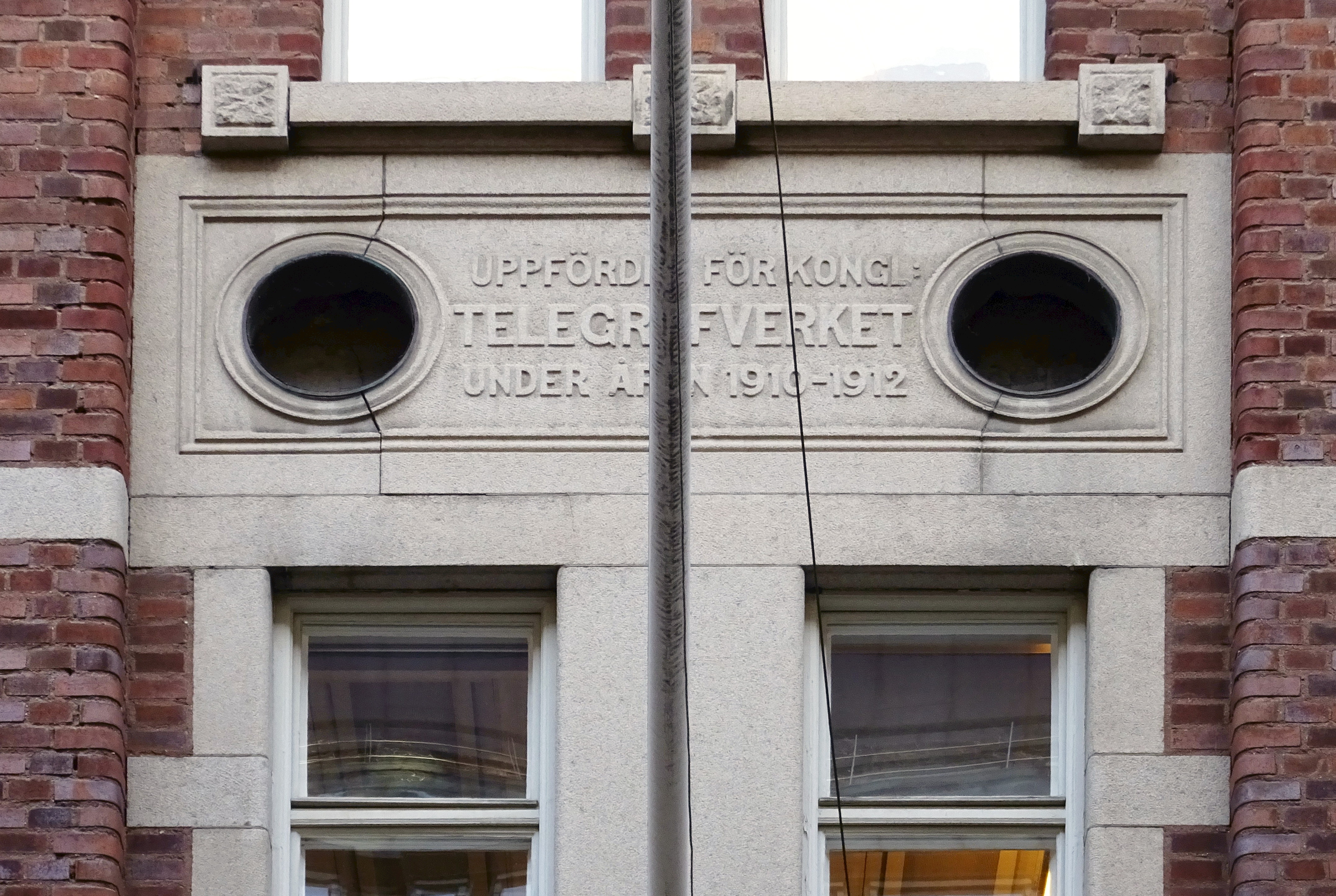
Stentravla över huvudentrén.
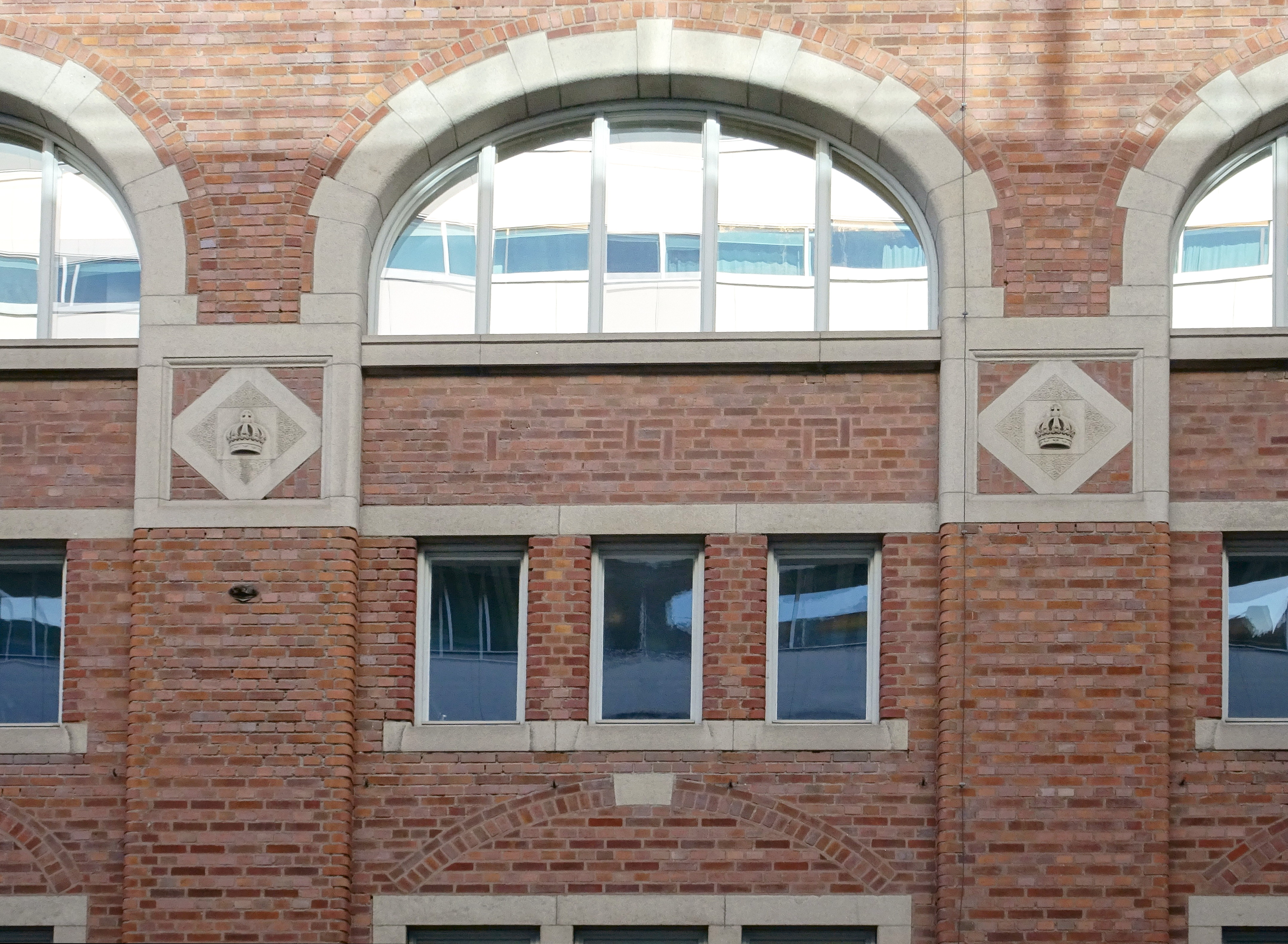
Fönster mot Lästmakargatan.
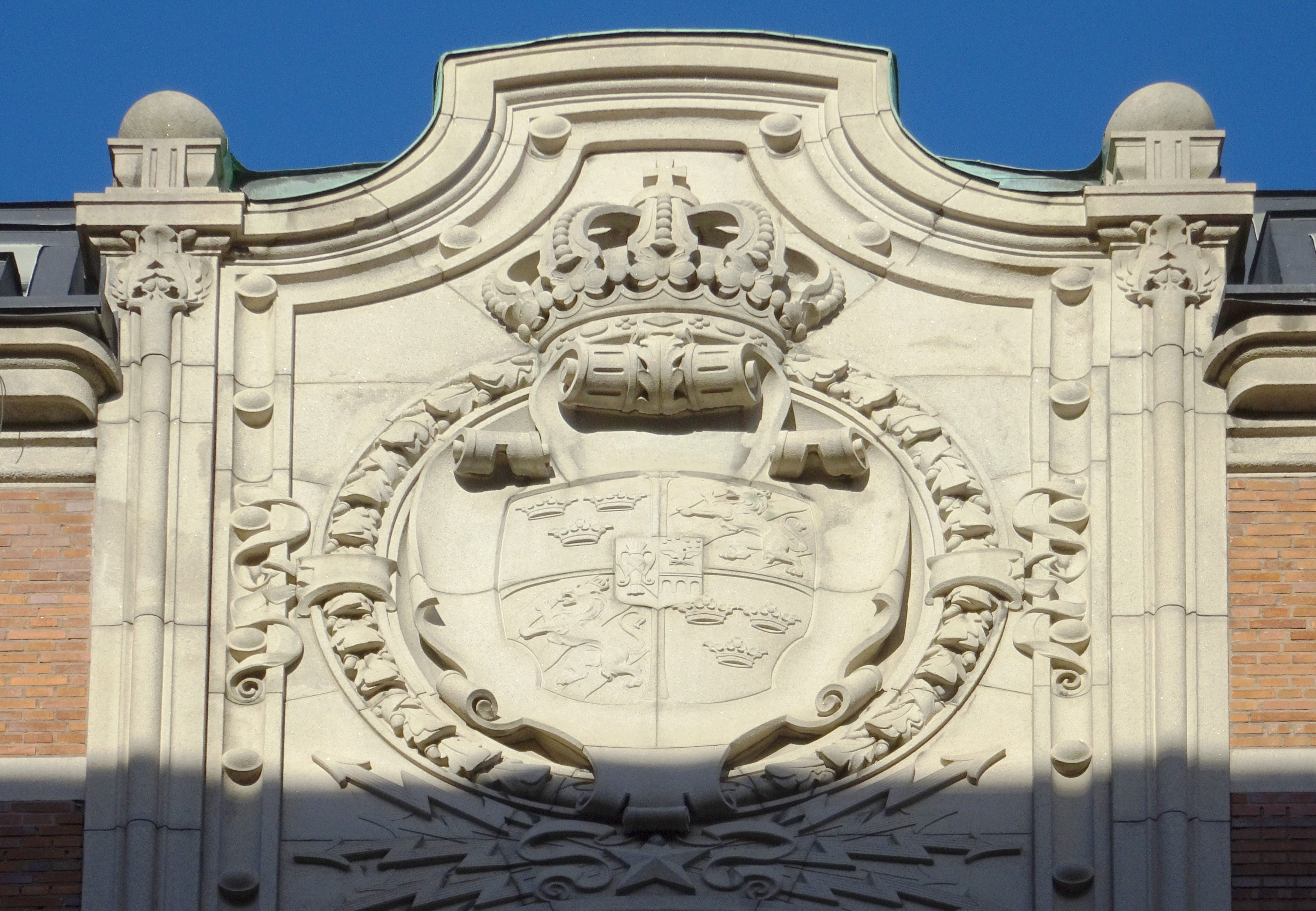
Stora Riksvapnet.
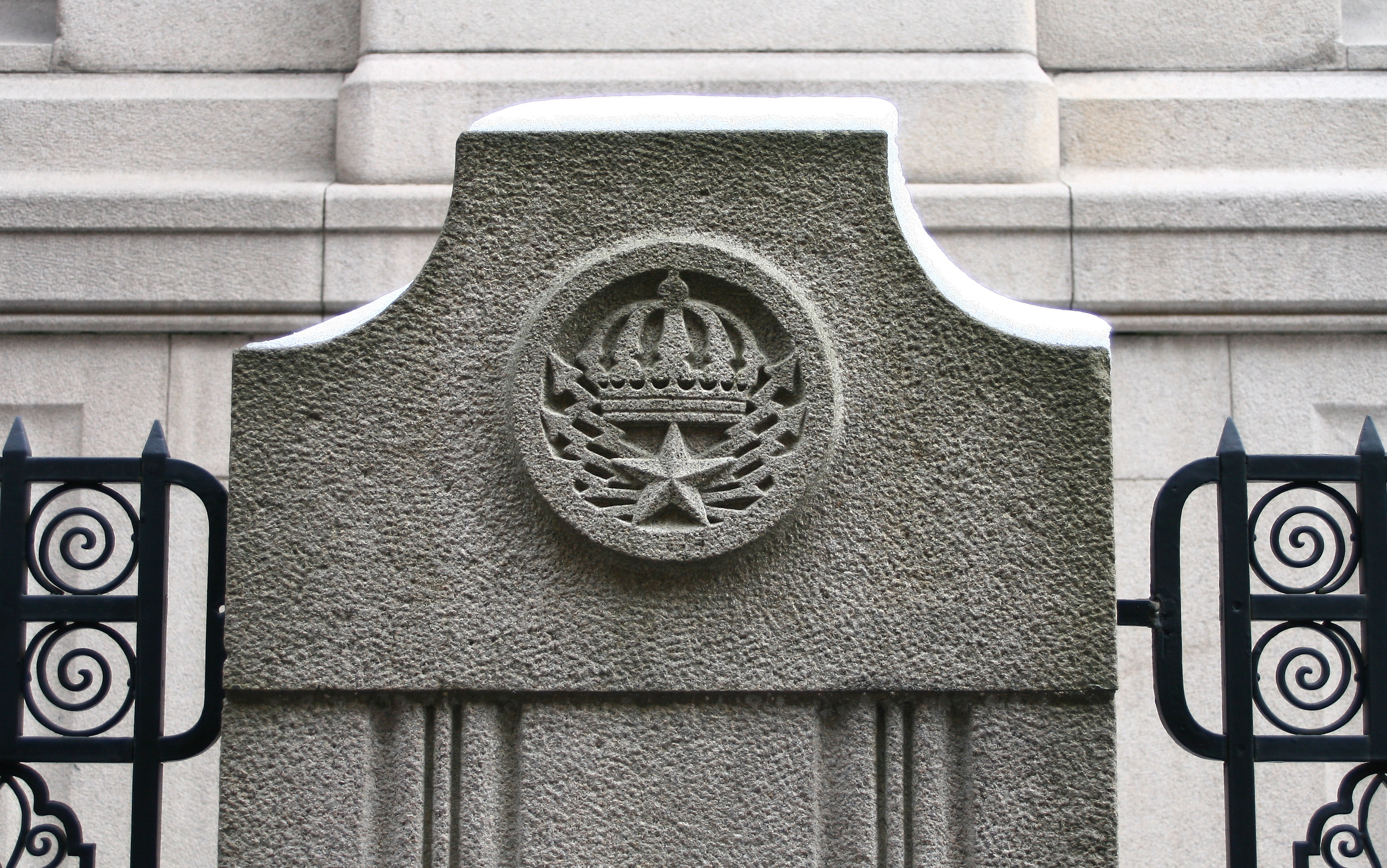
Televerkets symbol på grindstolpen.